# 草の想い
「草の想い」（くさのおもい）は、大林宣彦監督の映画『ふたり』の主題歌。

## 大林宣彦 & FRIENDS 盤

### 解説
- 『ふたり』の監督である大林宣彦と、音楽を担当した久石譲が歌うという異色の組み合わせで同作品の主題歌として発売された。プロデューサーの大林恭子が、『ふたり』というタイトルなのだから二人で歌えばよいと提案したことから両者のデュエットに決定した[1]。

### 収録曲
- 全作曲・編曲：久石譲

1. 草の想い
  - 作詞：大林宣彦
2. 風の時間 (「ふたり」のオープニングで使用されたインスト曲)

## 中嶋朋子 盤

### 解説
- 「ふたり」で、千津子を演じた中嶋朋子の歌唱によるバージョン。中嶋朋子の歌曲関係では、唯一のリリースにあたる。
- 同作のイメージソングという位置づけであったが、公開当時「ふたり」のテレビCMではこの曲が使用されていた。
- 「ふたり」の劇中でラジカセの音として千津子が歌っているバージョンが存在するが、その音源は「ふたり」のサントラCDには収録されておらず、商品化もされていない。

### 収録曲
- 全作詞：大林宣彦、作曲：久石譲、編曲：椎名和夫

1. 草の想い ―千津子のテーマ―
2. わたし、いないの

## アルバム収録

### 大林宣彦 & FRIENDS 盤
| 曲名     | 収録作品                                    | 発売日        | 規格品番  | 備考                               |
| -------- | ------------------------------------------- | ------------- | --------- | ---------------------------------- |
| 草の想い | 『ふたり サウンド・シアター・ライブラリー』 | 1991年4月21日 | NACL-1024 |                                    |
| 草の想い | 『PRIVATE』                                 | 2004年1月21日 | WRCT-1007 | 久石譲のコンピレーション・アルバム |
| 風の時間 | 『ふたり サウンド・シアター・ライブラリー』 | 1991年4月21日 | NACL-1024 |                                    |

### 中嶋朋子 盤
| 曲名                      | 収録作品                                       | 発売日        | 規格品番    | 備考 |
| ------------------------- | ---------------------------------------------- | ------------- | ----------- | ---- |
| 草の想い ―千津子のテーマ― | 『90's BEST HIT SONGS 〜Perfect Collection〜』 | 2000年4月26日 | PICL-1202/3 |      |

## カバー
| 曲名     | アーティスト       | 収録作品                                    | 発売日        | 規格品番  | 備考                              |
| -------- | ------------------ | ------------------------------------------- | ------------- | --------- | --------------------------------- |
| 草の想い | 久石譲             | 『My Lost City』                            | 1992年2月12日 | TOCT-6414 | 「Two Of Us」としてセルフカバー。 |
| 草の想い | 久石譲             | 『MELODY Blvd.』                            | 1995年1月25日 | PICL-1088 | 「Two Of Us」としてセルフカバー。 |
| 草の想い | 久石譲アンサンブル | 『Shoot The Violist〜ヴィオリストを撃て〜』 | 2000年5月17日 | POCH-1928 | 「Two Of Us」としてセルフカバー。 |